# Swarabat

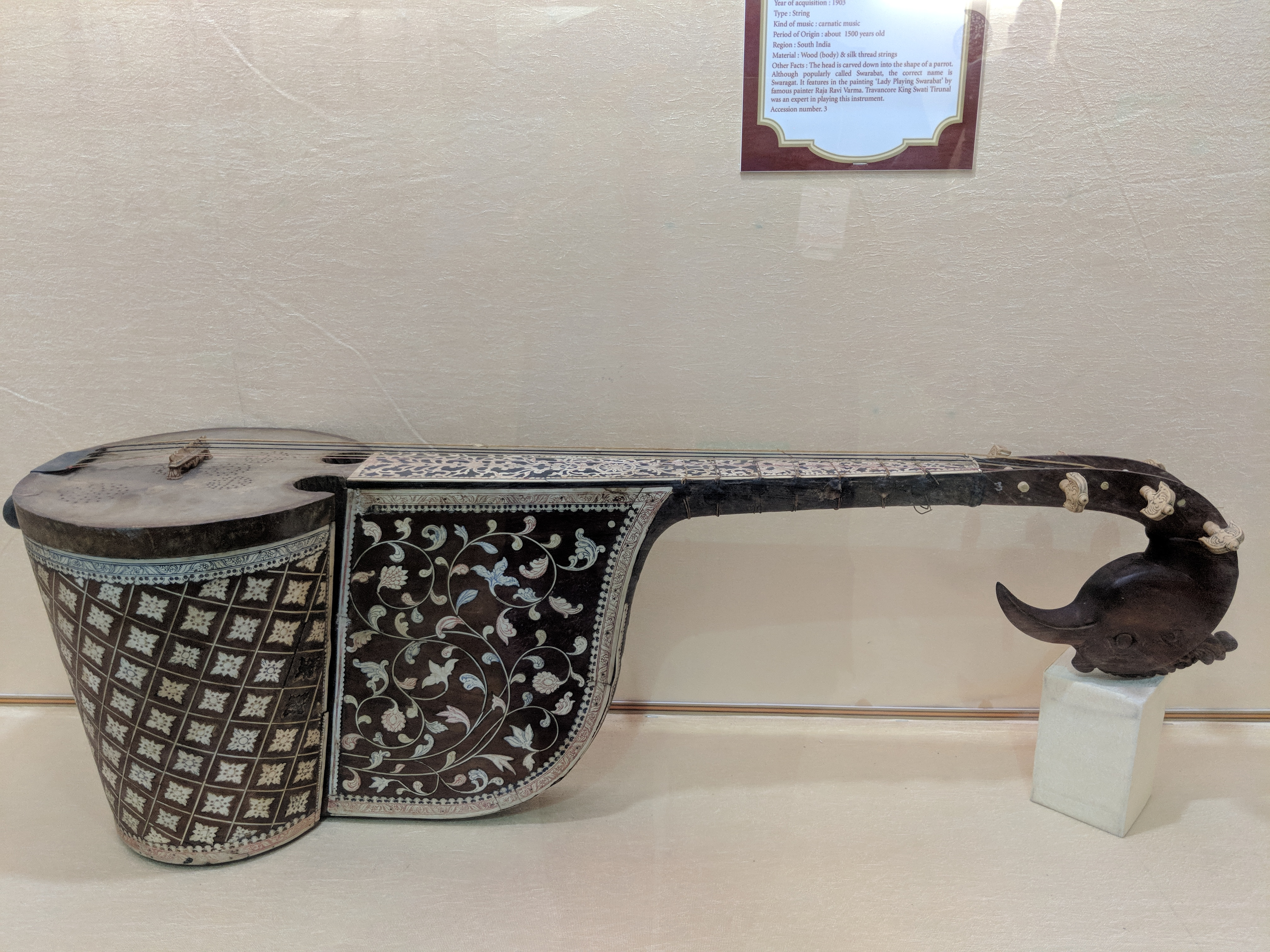
Swarabat. Ausstellung seltener Musikinstrumente im Government Museum, Chennai, Tamil Nadu, 2018

Swarabat, auch swarbat, svarabat, svarabath und swaragat (Telugu స్వరాబత్), ist eine verschwundene Langhalslaute mit einem runden tiefbauchigen Korpus, die bis Anfang des 20. Jahrhunderts in der südindischen klassischen Musik gespielt wurde. Die mit der afghanischen Kabuli rubāb und der nordindischen sursingar verwandte Zupflaute besitzt ein Griffbrett mit Bünden und sechs Saiten.

## Herkunft

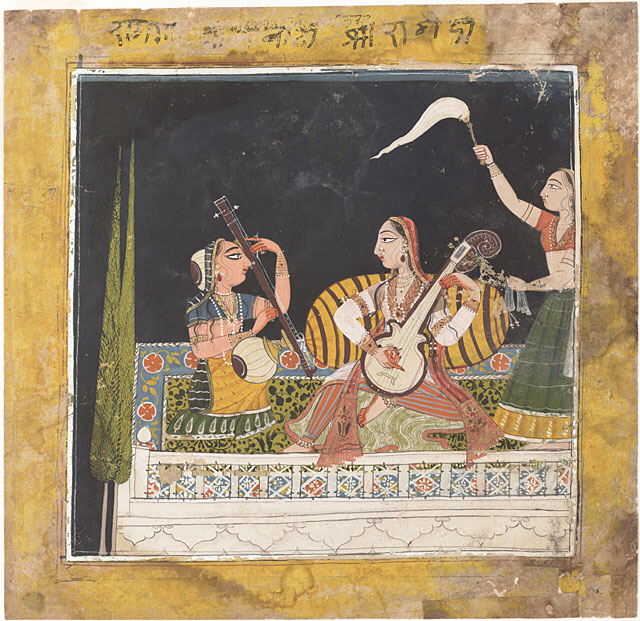
Palastszene mit zwei Musikerinnen, die eine Stabzither vina (links) und eine Langhalslaute seni rabāb (rechts) spielen. Eine Dienerin hält einen Pfauenfederwedel hoch. Karnati Ragini-Blatt aus einer Ragamala-Serie, 1680–1700

Auf Reliefs in der Region Gandhara im Nordwesten Indiens aus dem 1. und 2. Jahrhundert n. Chr. treten Lauten mit einem kurzen Hals und zwei bis drei Saiten auf. Eine besondere Form von Kurzhalslauten mit einem seitlich eingekerbten Korpus ist auf Skulpturen von Gandhara ebenfalls erkennbar. Sie erinnern an die heutige Zupflaute Kabuli rubāb sowie die Streichlauten sarangi, sarinda und dilruba. Ein anderer Lautentyp sind Langhalslauten mit einem schlanken birnenförmigen Resonanzkörper und drei bis fünf Saiten, die in Gandhara (2./3. Jahrhundert n. Chr.), am Stupa von Amaravati (2. Jahrhundert n. Chr.) und auf Darstellungen aus Nagarjunakonda (2. Jahrhundert, heute im Nagarjuna-Sagar-Stausee verschwunden) zu erkennen sind.
Grundlegende Typen von Lauteninstrumenten waren demnach bereits in der frühen Zeit vor der ab etwa dem 10. Jahrhundert mit den muslimischen Einwanderern eingeführten indo-persischen Musiktradition in Indien vorhanden. Ein Zupfinstrument mit dem arabisch-persischen Namen rabāb/rubāb war Anfang des 13. Jahrhunderts unter den Timuriden im südlichen Zentralasien bekannt. Der Name rabāb wird zwar nur einmal im Bāburnāma, der Autobiografie des ersten Mogulherrschers Babur (reg. 1526–1530) erwähnt, Langhalslauten erscheinen aber häufig in den Miniaturen der Mogulzeit ab dem 16. Jahrhundert. Die Abbildungen von drei Lautentypen in den Miniaturen verweisen auf ihre Herkunft aus dem persisch-zentralasiatischen Kulturraum und unterscheiden sich von den früheren indischen Lauten-Darstellungen. Neben einer Langhalslaute mit einem kreisrunden Korpus erscheint ein anderer, seni rabāb genannter Typ mit einem breiten birnenförmigen Korpus und dreieckigen seitlichen Spitzen am Übergang vom Korpus zum Hals. Diese „Kragen“ oder „Widerhaken“ haben sich an der hauptsächlich im 19. Jahrhundert in der klassischen nordindischen Musik gespielten sursingar und unter anderem an der in der Volksmusik von Rajasthan verwendeten Streichlaute kamaica erhalten. Die kamaica verbindet mit der mogulzeitlichen seni rabāb (auch dhrupad rabāb) und der swarabat der tiefbauchige, aus Holz geschnitzte runde Korpus und die aus Tierhaut bestehende Decke. 
Die seni rabāb wird in der mündlichen Überlieferung namentlich (über persisch sen-e-rabāb, „Tansens rabāb“) auf den Hofmusiker Tansen (1506–1589) zurückgeführt. Die seni rabāb des 16. Jahrhunderts besaß sechs Darmsaiten, keine weiteren Bordunsaiten, keine Bünde, wurde aus einem Holzblock herausgeschnitzt und war mit einer Decke aus Ziegenhaut bespannt. Andere Lauteninstrumente besaßen Seidensaiten und Bünde aus Darm.
Seni rabāb aus dem 18./19. Jahrhundert haben Ragamala-Abbildungen zufolge einen runden tiefbauchigen Korpus von etwa 30 Zentimetern Durchmesser und sind mit der Form des Wirbelkastens und den sechs Saiten der swarabat ähnlich, aber mit 120 Zentimetern oder mehr Gesamtlänge deutlich länger. Aus der mogulzeitlichen seni rabāb, dem Ausgangspunkt der späteren indischen Langhalslauten, entstand Anfang des 19. Jahrhunderts die sursingar. Die ebenfalls tiefbauchige, aber am Korpus seitlich stark eingeschnittene Kabuli rubāb wurde in den 1860er Jahren zur in der klassischen Musik gespielten sarod weiterentwickelt. Die zu einer ähnlichen Zeit eingeführten Lauten sursingar und sarod sind unterschiedliche Entwicklungen aus der älteren seni rabāb mit „Widerhaken“. Beide sind zwar untereinander nicht unmittelbar verwandte Typen, die sarod scheint aber gewisse Veränderungen unter dem Einfluss der sursingar erfahren zu haben. Der bengalische Musikwissenschaftler Sourindra Mohun Tagore (1840–1914) beschreibt in Yantra Kosha (1875) eine (dhrupad) rabāb mit sechs Darmsaiten, die mit einem Plektrum angerissen wurden. Ebenfalls im 19. Jahrhundert eingeführt wurde die Langhalslaute surbahar, eine größere und tiefer klingende Form der sitar. Zum mehr oder weniger verwandten Umfeld der swarabat gehören noch einige in regionalen Volksmusikstilen gespielte Langhalslauten wie die nepalesische arbajo.
Der Name swarabat enthält Sanskrit swara oder svara, „Ton“, „Tonstufe (eines Ragas)“, einen zentralen Begriff der indischen Musiktheorie, der auch im Namen der Kastenzither swarmandal enthalten ist. Gleichbedeutend ist sur in sursingar und surbahar. Sanskrit bhat, „Gelehrter“, ist auch als Eigenname (Tamil Bhatter, Bhattar) und Namensbestandteil verbreitet. In swaragat bezieht sich die Endung auf ghāt: die zu einem Gewässer hinabführenden Treppenstufen.

## Bauform

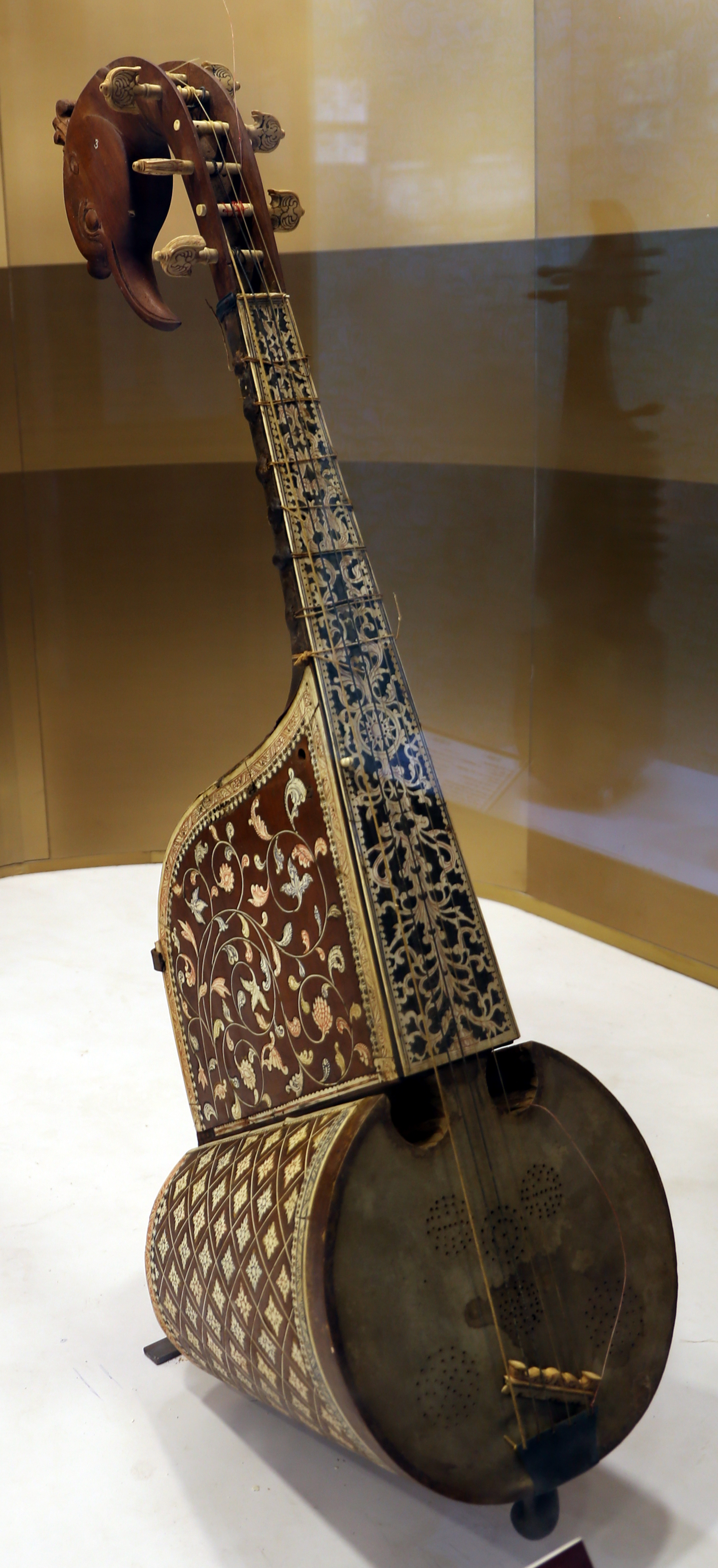
Swarabat. Government Museum, Chennai, Tamil Nadu

Der Korpus der swarabat ist an der Oberseite kreisrund und hat die Form eines sich nach unten verjüngenden Kegelstumpfes. Er ist aus einem massiven Holzklotz geschnitzt und mit einer aufgeklebten Tierhaut (Pergament) als Decke bespannt. Wie bei der Kabuli rubāb setzt sich der tiefe Korpus unter dem Hals fort, bis er in einer geschwungenen Kurve zum Hals mit dem Griffbrett übergeht. „Widerhaken“ (wie bei der sursingar) und seitliche Einbuchtungen (wie bei der sarod) fehlen. Als besonderes Merkmal sind zwei nebeneinanderliegende runde Schalllöcher von etwa drei Zentimetern Durchmesser in den oberen Bereich der Hautdecke eingeschnitten. Ein Exemplar von Anfang des 20. Jahrhunderts ist 84 Zentimeter lang und sein Korpus 24 Zentimeter tief.
Sechs Saiten aus Seide führen vom Wirbelkasten über ein flaches Griffbrett mit sechs Bünden aus Darm für die zwölf Tonstufen (swarasthana) der südindischen klassischen Musik und über einen auf dem unteren Bereich der Hautdecke aufgestellten Steg bis zu ihrem Befestigungspunkt an einem an der Seitenwand des Korpus herausragenden Holzfortsatz. Wie bei der älteren seni rabāb ist der Wirbelkasten vorne offen und enthält sechs seitenständige Wirbel. Der Wirbelkasten ist nach unten geknickt und endet in einem Papagaienkopf mit einem langen Schnabel, weshalb die swarabat den Beinamen kili muku vadyam („Papagaien-gestaltiges Musikinstrument“) trägt. Entsprechend heißt eine Streichlaute mit dem Korpus in Gestalt eines Pfaus mayuri vina (aus Sanskrit mayura, „Pfau“, und vina, „Saiteninstrument“). Eine weitere tiergestaltige Analogie mit einem wie bei den genannten Vögeln Bezug zur indischen Mythologie ist das Mischwesen Yali, mit dem das Stabende der altindischen Bogenharfe yazh gestaltet gewesen sein soll und dessen Name mit dem der Harfe in Beziehung gesetzt wird.
Der Musiker greift die Saiten mit der linken Hand und zupft sie mit einem Plektrum aus Horn in der rechten Hand. Die waagrechte Spielhaltung entspricht der sarod. Die musikalischen Möglichkeiten sind relativ begrenzt. Der tiefe Klang ähnelt dem einer Bass-Kabuli rubāb. Die insgesamt einfache Bauform und begrenzten Spielmöglichkeiten sprechen für ein relativ hohes Alter der swarabat.

## Spielweise

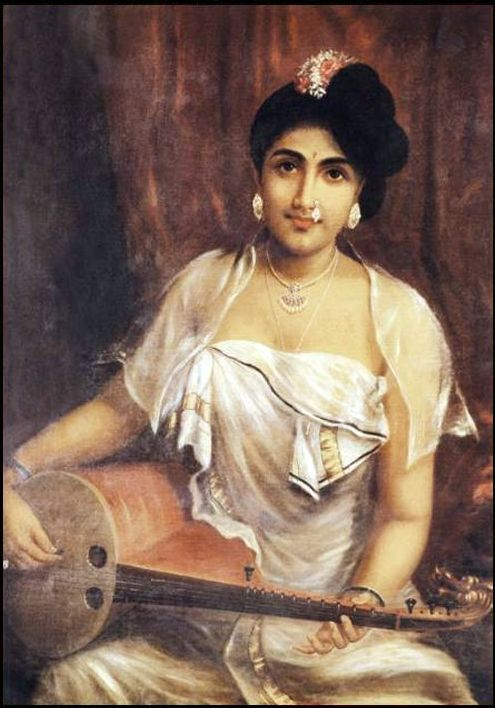
Musikerin mit swarabat. Waagrechte Spielhaltung. Gemälde von Raja Ravi Varma, vermutlich Ende 19. Jahrhundert

Die swarabat wurde in Südindien von einigen bekannten Musikern in der ehemaligen Madras Presidency (heute zum Teil der Bundesstaat Tamil Nadu), in den Fürstentümern Mysore (Gebiet von Karnataka) und Travancore (Gebiet von Kerala) üblicherweise neben anderen Musikinstrumenten eingesetzt, so etwa von Veena Sheshanna (1852–1926), der mit der Sarasvati vina karnatische (klassische südindische) Musik am Fürstenhof von Mysore und außerdem sitar, swarabat, jaltarang, Klavier und Violine spielte.
Baluswami Dikshitar (1786–1859) führte um 1800 die Violine in die karnatische Musik ein, zunächst als Begleitinstrument des Sängers am Hof von Travancore. Dort spielte er außerdem vina, swarabat, sitar und mridangam.
Serfoji II. (1777–1832), der letzte unabhängige Herrscher des Fürstentums Thanjavur, war ein Förderer der klassischen süd- und nordindischen Musik wie auch der während der britischen Kolonialherrschaft verbreiteten westlichen Musik. So ließ er in seinem Palast unter anderen britische Musiker mit Violine, Gitarre und europäischen Blasinstrumenten auftreten. Nach einer Liste von 1842 wurden die Frauen in ihren Gemächern im Palast von Thanjavur neben den westlichen Musikinstrumenten mit swarabat, sarangi, sitar und vina unterhalten.
Der karnatische Komponist Parameswara Bhagavathar (1815–1892) aus Palghat in Kerala war Hofmusiker beim Maharadscha von Travancore, wo er als Sänger auftrat sowie vina, Violine und swarabat spielte. Zu seinen Schülern gehörte der swarabat-Spieler Kittu Bhagavatar. Ein weiterer Musiker am Hof war Dewan Subha Rao, der swarabat und mridangam spielte und von dem es heißt, dass er und der Maharadscha abends beim swarabat-Spiel die Zeit verbrachten.
Einer der berühmtesten swarabat-Spieler war der Maharadscha von Travancore selbst, Swathi Thirunal Rama Varma (1813–1846), der auch als Musiker und Komponist hervortrat. Die von ihm gespielte swarabat wurde im 1935 eröffneten Ranga Vilas Palace Museum in Trivandrum ausgestellt. Auch der von 1860 bis 1880 regierende Maharadscha von Travancore, Ayilyam Thirunal (1832–1880), scharte bekannte Musiker um sich, darunter den swarabat-Spieler Kunjan Raja. In einer kulturgeschichtlichen Beschreibung des Fürstentums Travancore von 1941 gilt die swarabat als verschwunden. Populär war die swarabat in Travancore bis zum Ende des 19. Jahrhunderts.